# Estación Central de Worms
La estación principal de Worms está al lado de la parada y la antigua estación de tren Worms-Pfeddersheim es una de las dos estaciones operativas de pasajeros en el área de la ciudad de Worms, Rin-Hesse. Es administrado por la gerencia de la estación de Maguncia. La estación de tren principal es la estación de tren más importante de Worms, su paso subterráneo peatonal es un enlace esencial entre el centro y el este de la ciudad occidental. Alrededor de 15,000 personas usan la estación todos los días.

## Larga distancia
La ruta de larga distancia es:
| Línea    | Ruta | Intervalo           |
| -------- | --- | ------------------- |
| ICE 11   | Wiesbaden – Maguncia – Worms – Mannheim – Stuttgart – Ulm – Munich | Un tren por día     |
| IC/EC 32 | Münster (to Klagenfurt) or Dortmund (from Klagenfurt) – Duisburg – Cologne – Koblenz – Maguncia – Worms – Mannheim – Stuttgart – Munich – Klagenfurt                                    | Dos trenes por día  |
| IC/EC 35 | Leer (Ostfriesland) – Münster – Recklinghausen – Gelsenkirchen – Duisburg – Cologne – Koblenz – Maguncia – Worms – Mannheim – Stuttgart (to Leer) or – Karlsruhe – Konstanz (from Leer) | Tres trenes por día |

## Regionales
Se ejecutan los siguientes servicios regionales:

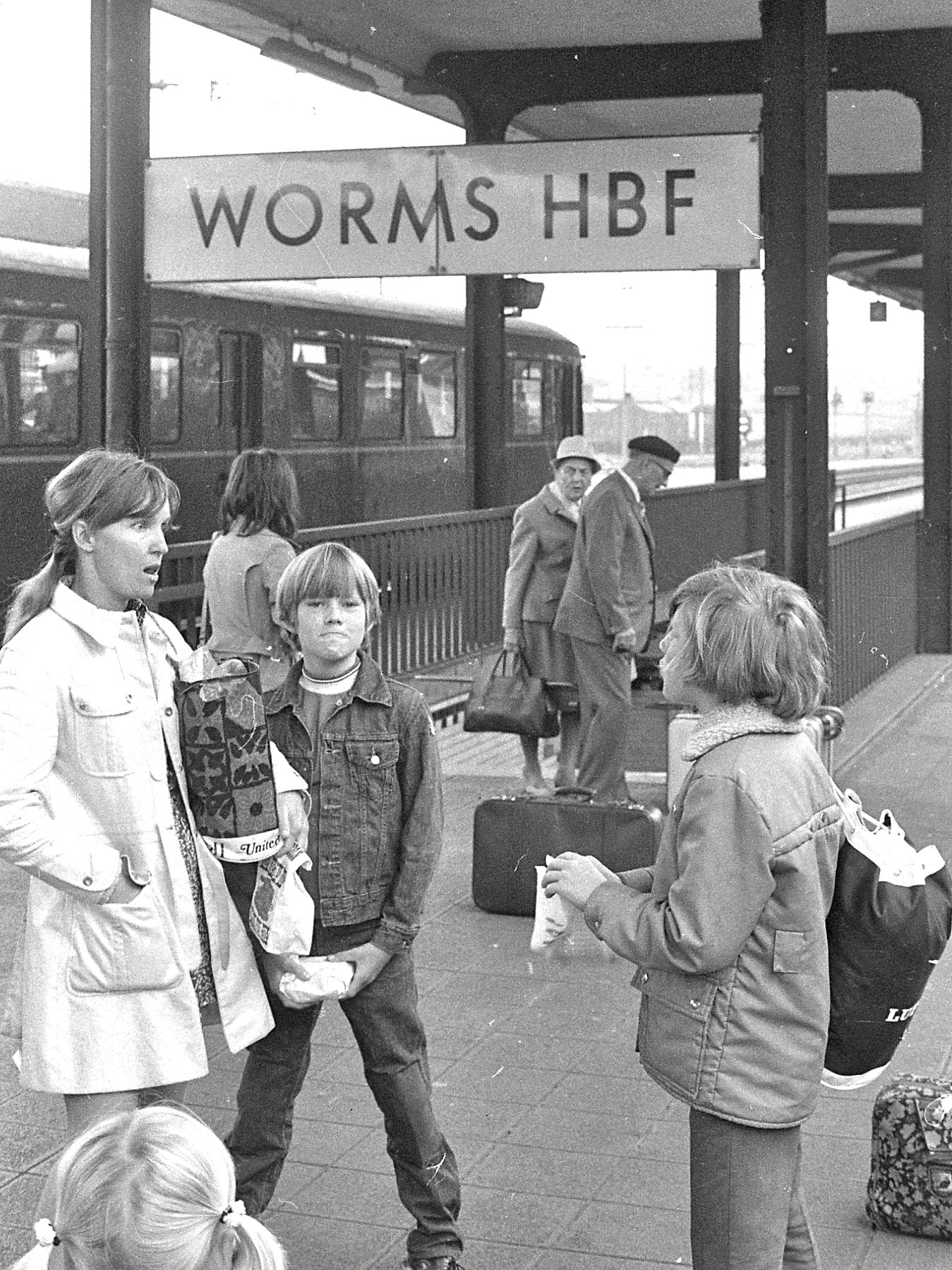
Gente esperando en el andén ((Worms, Germany, train station)), 1971

| Línea | Ruta                                                                             | Intervalo |
| ----- | -------------------------------------------------------------------------------- | --------- |
| RE 4  | Maguncia – Worms – Frankenthal – Ludwigshafen – Speyer – Germersheim – Karlsruhe |           |
| RE 14 | Maguncia – Worms – Frankenthal – Ludwigshafen Mitte – Mannheim                   |           |
| RB 35 | Bingen Stadt – Alzey – Monsheim – Worms                                          |           |
| RB 44 | Maguncia – Worms – Frankenthal – Ludwigshafen – Mannheim                         |           |
| RB 62 | Worms – Biblis (with connection to RE 70 to Frankfurt)                           |           |
| RB 63 | Worms – Bürstadt – Bensheim                                                      |           |

- Wikimedia Commons alberga una galería multimedia sobre Estación Central de Worms.

- Datos: Q320361
- Multimedia: Worms Hauptbahnhof / Q320361